# Olympische Sommerspiele 1984/Teilnehmer (Kolumbien)
| Gelbes Symbol für Goldmedaillen mit stilisierten Olympischen Ringen | Graues Symbol für Silbermedaillen mit stilisierten Olympischen Ringen | Braundes Symbol für Bronzemedaillen mit stilisierten Olympischen Ringen |
| ------------------------------------------------------------------- | --------------------------------------------------------------------- | ----------------------------------------------------------------------- |
| —                                                                   | 1                                                                     | —                                                                       |

Kolumbien nahm an den Olympischen Sommerspielen 1984 in Los Angeles, USA, mit einer Delegation von 39 Sportlern (36 Männer und drei Frauen) teil.

## Medaillengewinner

### Silber
| Name(n)            | Sportart | Wettkampf        |
| ------------------ | -------- | ---------------- |
| Helmut Bellingrodt | Schießen | Laufende Scheibe |

## Teilnehmer nach Sportarten

### Bogenschießen
- Juan Echavarría
Einzel: 41. Platz

### Boxen
- Francis Tejedor
Halbfliegengewicht: 9. Platz

- Álvaro Mercado
Fliegengewicht: 9. Platz

- Robinson Pitalúa
Bantamgewicht: 5. Platz

- Rafael Zuñiga
Federgewicht: 9. Platz

- Hernán Gutiérrez
Leichtgewicht: 17. Platz

### Gewichtheben
- Antonio Quintana
Fliegengewicht: 13. Platz

- Oscar Penagos
Fliegengewicht: 14. Platz

- Nicolas Mercado
Bantamgewicht: 12. Platz

- Oscar Palma
Federgewicht: 13. Platz

- Gilberto Mercado
Mittelgewicht: 14. Platz

### Leichtathletik
- Manuel Ramírez
200 Meter: Vorläufe
400 Meter: Vorläufe

- Domingo Tibaduiza
10.000 Meter: Vorläufe
Marathon: DNF

- José Querubin Moreno
20 Kilometer Gehen: 9. Platz
50 Kilometer Gehen: DNF

- Héctor Moreno
20 Kilometer Gehen: 12. Platz

- Francisco Vargas
20 Kilometer Gehen: 18. Platz

### Radsport
- Néstor Mora
Straßenrennen, Einzel: 8. Platz

- Fabio Parra
Straßenrennen, Einzel: 21. Platz

- Carlos Jaramillo
Straßenrennen, Einzel: 52. Platz

- Rogelio Arango
Straßenrennen, Einzel: DNF

- Hugo Daya
Sprint: 3. Runde

- William Palacio
4000 Meter Einzelverfolgung: 23. Platz in der Qualifikation
Punkterennen: 15. Platz

- Balbino Jaramillo
4000 Meter Einzelverfolgung: 28. Platz in der Qualifikation
Punkterennen: 13. Platz

### Ringen
- Romelio Salas
Weltergewicht, griechisch-römisch: Gruppenphase
Weltergewicht, Freistil: Gruppenphase

### Schießen
- Bernardo Tobar
Schnellfeuerpistole: 8. Platz
Freie Scheibenpistole: 17. Platz

- Alfredo González
Schnellfeuerpistole: 29. Platz

- Luis Ortiz
Freie Scheibenpistole: 38. Platz

- German Carrasquilla
Luftgewehr: 42. Platz

- Mario Clopatofsky
Kleinkaliber, Dreistellungskampf: 44. Platz

- Helmut Bellingrodt
Laufende Scheibe: Silber

- Horst Bellingrodt
Laufende Scheibe: 11. Platz

- Gustavo García
Trap: 56. Platz

- Alonso Morales
Trap: 56. Platz

- Jorge Molina
Skeet: 7. Platz

- Carlos Mazo
Skeet: 47. Platz

- Elvira Salazar
Frauen, Sportpistole: 21. Platz

- Alejandra Hoyos
Frauen, Luftgewehr: 26. Platz

- Gloria López
Frauen, Luftgewehr: 30. Platz

### Schwimmen
- Pablo Restrepo
100 Meter Brust: 12. Platz
200 Meter Brust: 6. Platz
200 Meter Lagen: 15. Platz